# Deux-Évailles
Deux-Évailles korábbi község Franciaország Loire mente régiójában, Maine-et-Loire megyében. Lakosainak száma 198 fő (2018. január 1.). Deux-Évailles Brée, Jublains, Mézangers, Montourtier, Neau és Saint-Ouën-des-Vallons községekkel határos.
2019. január 1-jén három másik községgel egyesült és Montsûrs új község része lett.

## Népesség
A település népességének változása:
| Lakosok száma | 246  | 239  | 217  | 152  | 197  | 213  | 211  | 201  | 197  | 198  |
|               | 1968 | 1975 | 1982 | 1999 | 2006 | 2011 | 2013 | 2016 | 2017 | 2018 |